# TransPod
TransPod Inc. ist ein kanadisches Unternehmen, das Hochgeschwindigkeitstechnologie entwickelt und entsprechende Verkehrsmittel herstellt. TransPod-Fahrzeuge – FluxJet genannt – sind für eine Reisegeschwindigkeit von mehr als 1000 km/h ausgelegt, um somit Personenverkehr mit einer höheren Geschwindigkeit als Reiseflugzeuge zwischen Städten zu etablieren. Dabei wird ein vollelektrischer Antrieb verwendet, um fossile Brennstoffe als Energiequelle zu vermeiden. Nach Angaben von TransPod wurde damit erstmals ein schnelleres, alternatives und emissionsloses Verkehrsmittel neben Flugzeugen und Automobilen geschaffen.
Das TransPod-Fahrzeug ähnelt einem Flugzeugrumpf, um Passagiere und Fracht zu befördern. Die TransPod-Fahrzeuge durchlaufen ein Röhrensystem, das einem Hyperloopsystem ähnelt, jedoch mit mehreren Änderungen. Das TransPod-Röhrensystem ist im Vergleich zum Hyperloop stabiler, da es sich um Magnetschwebebahnen und nicht um Luftkissenbahnen handelt.
Im November 2016 hat TransPod erfolgreich eine Finanzierungsrunde in der Höhe von 15 Millionen USD mit Angelo Investments abgeschlossen. Angelo Investments ist eine italienische Hightech-Holding-Gruppe, die sich auf Technologien für die Eisenbahn-, Raumfahrt- und Luftfahrtindustrie spezialisiert hat. TransPod expandiert seitdem von Toronto und unterhält derzeit Büros in Toulouse, Frankreich und Bari, Italien. Das Unternehmen plante bis 2020 ein kommerzielles System zu entwickeln. Mit Stand Sommer 2021 existiert noch keine TransPod-Strecke.
Im September 2017 veröffentlichte TransPod eine wissenschaftlich begutachtete Publikation in der Zeitschrift Procedia Engineering. Diese Veröffentlichung wurde auf der EASD EURODYN 2017 Konferenz vorgestellt und erklärt das physikalische Prinzip des TransPod-Systems.

## Technologie
Das TransPod-Röhrensystem wird entwickelt, um Fahrzeuge mit einer Geschwindigkeit von über 1000 km/h zu befördern. Die im Jahr 2016 vorgestellte Technik der TransPod-Infrastruktur besteht aus aerodynamischen Antriebssystemen, die den Reibungseffekt im Vergleich zu Zügen, Autos und Jets verringern und die Passagiere schneller transportieren.
Um einen Antrieb ohne fossilen Brennstoff zu erreichen, nutzen TransPod-Fahrzeuge die Vorteile der elektrisch angetriebenen linearen Induktionsmotortechnologie mit aktiver Echtzeitsteuerung und Sensorraum-Systemen.
Fahrzeuge für Personenverkehr sollen Sitzgelegenheiten bieten, während Fahrzeuge für Güterverkehr mit einem belastbaren Innenraum ausgelegt werden. Jedes Fahrzeug soll über eine luftfahrzeugähnliche Rumpfstruktur verfügen, innerhalb dieser durch Luftzirkulation ein atmosphärischer Innendruck hergestellt wird. Jede Fahrzeugkapsel soll Antriebs-, Führungs- und Steuersysteme für Geschwindigkeiten von mehr als 1000 km/h innerhalb einer geschützten Röhrenführung umfassen. Die Röhren sind miteinander verbunden, um eine bidirektionale Fahrzeugbewegung zu ermöglichen.
Das TransPod-Röhrensystem unterscheidet sich von dem Hyperloop-Konzept, das von Elon Musks Hyperloop-Alpha White Paper vorgeschlagen wurde. Im Gegensatz zum Hyperloop verwendet das TransPod-System bewegte elektromagnetische Felder, um die Fahrzeuge durch elektromagnetische Induktion von der Unterseite anzutreiben, anstelle von Luftdruck.
TransPod sieht Entwicklungen vor, die teilweise über die von Hyperloop hinausgehen. Zu den neuen technologischen Komponenten, die bisher angekündigt wurden, gehören Sensor- und Steuerungssysteme sowie Antriebstechnologie.
TransPod-Fahrzeuge werden vom Boden der Rohrinfrastruktur abgestoßen und mit bewegten elektromagnetischen Feldern angetrieben. Zeitveränderliche elektrische Ströme durchfließen Wicklungen an Eisenpolen, um Magnetfelder zu erzeugen, die zwischen den Rohreinbauten und dem Fahrzeug wechselwirken.
Die TransPod-Fahrzeuge für den Güterverkehr sollen Nutzlasten von 10–15 Tonnen transportieren können und kompatibel für Holzpaletten sowie verschiedenen Ladeeinheiten wie LD3-Containern und AAA-Containern sein.
Die Front des Fahrzeugs beinhaltet einen Axialkompressor (der aussieht wie ein Strahltriebwerk, jedoch elektrisch angetrieben wird), um den Luftwiderstand beim Fortbewegen durch die Röhren zu reduzieren. Selbst bei niedrigem Luftdruck ist in der Röhre eine geringe Luftmenge vorhanden, die bei hoher Geschwindigkeit einen Luftwiderstand erzeugt. Der Kompressor lenkt den Luftstrom mit hoher Geschwindigkeit durch ein Transportrohr im Fahrzeug, nach hinten um und expandiert durch eine Raketendüse in die freie Röhre.
Bei hoher Geschwindigkeit sollen die dynamischen Kräfte des Fahrzeugs durch ein internes Führungssystem gesteuert werden. Abweichungen der Fahrzeugtrajektorie sollen durch eine Kombination von Trägheitssensoren und optischen Sensoren erfasst und verfolgt werden. Die Systeme von TransPod verwenden neuartige Erfindungen, darunter die Sense-Space-Verarbeitung und Echtzeit-Computer-Vision-Algorithmen.
Das vollelektrische TransPod-System wird entwickelt, um die Abhängigkeit von fossilen Brennstoffen und Treibhausgasemissionen zu reduzieren. Das System vermeidet Kraftstoffverschwendung im Vergleich zu konventionellen Verkehrsflugzeugen, die einen großen Anteil ihres Treibstoffs für den Steigflug benötigen, was einen wesentlichen Anteil des Treibstoffverbrauchs für Kurzstreckenflüge darstellt. Die Technologie des Unternehmens ist so konzipiert, dass sie mit erneuerbaren Energien kompatibel ist und wird teils durch regionale Netzanbindungen ergänzt. TransPod möchte hierdurch die weltweiten Kohlenstoffdioxidemissionen reduzieren.
Auf der InnoTrans 2016 in Berlin hat TransPod sein Fahrzeugkonzept vorgestellt und dabei die Coelux-Technologie verwendet – ein künstliches Oberlicht, das das natürliche Sonnenlicht in den Passagierschoten äußerst real abbildet.

## Organisation

### Finanzierung & Partnerschaften
Im November 2016 sicherte sich TransPod 15 Millionen US-Dollar an Startkapital von Angelo Investments, die sich auf langfristige Investitionen im High-Tech-Sektor konzentrieren und mit Unternehmen in der Entwurfs- und Ausführungsphase von Strategie bis Produktentwicklung zusammenarbeiten.
Angelo Investments bietet TransPod ergänzende Kompetenzen und technische Fähigkeiten. Im Rahmen der Partnerschaft werden die Unternehmen der Angelo Investment Gruppe, SITAEL, MERMEC und Blackshape Aircraft, wichtige industrielle Partner von TransPod. Mit über 1.000 Mitarbeitern weltweit (ungefähr 650 davon Ingenieure) wird eine enge Partnerschaft für die Entwicklung und Erprobung des TransPod-Systems angestrebt.
Das Büro von TransPod in Toronto befindet sich im MaRS Center, innerhalb des MaRS Discovery District.
Das italienische Büro von TransPod im italienischen Bari beheimatet kommerzielle und industrielle Partner von Angelo Investments. TransPod arbeitet dort eng zusammen mit SITAEL, Blackshape und MERMEC für die Entwicklung und Test von TransPod-Systemen.
Das französische Büro von TransPod befindet sich in Toulouse. TransPod ist außerdem eine Partnerschaft eingegangen mit IKOS, einem Ingenieurbüro, und REC Architecture, beide Firmen ebenfalls in der Gegend von Toulouse angesiedelt.
Im Juni 2017 kündigte TransPod eine Partnerschaft mit Liebherr-Aerospace an, um die Forschung, Entwicklung und Produktion neuartiger thermischer Systeme für Kabinen und Fahrzeuge zu unterstützen, die speziell für das TransPod-System entwickelt wurden, um maximale Sicherheit, Effizienz und Passagierkomfort zu gewährleisten.

### Unternehmensführung
Sebastien Gendron, CEO, mitbegründete TransPod im Jahr 2015 und verfügt über mehr als 13 Jahre Erfahrung als leitender Ingenieur bei globalen Transportunternehmen wie Bombardier, Safran und Airbus.
Ryan Janzen, CTO, ist Mitbegründer von TransPod mit dem Schwerpunkt auf Erfindungen und neuen Innovationen. Auf dem Discovery Channel, dem Wired-Magazin und im Wormhole produzierte Janzen über 110 internationale Vorträge, Medieninterviews und wissenschaftliche Publikationen. Er gründete die weltweit erste Flugzeug-PLC-Forschung. Er stellte auch einen neuen Zweig der Physik vor: Absement, ein neuer Zweig der Physik namens Veillance Flux, und eine neue Innovation namens Schwarm-Modulation (äquivalent zu FM, AM und SM auf einem Radio), in Zusammenarbeit mit Wearable Computing Pionier Steve Mann. Ryan Janzens Forschung und Entwicklung hat zu Fortschritten in der Akustik, Luft- und Raumfahrtelektronik, Mathematik und Fahrzeugantrieb geführt. Janzen ist auch ein Komponist der Orchestermusik und war der erste Komponist, der Musik für das Hydraulophon schuf.

## Geplante TransPod-Strecken
TransPod entwickelt weltweit Routen und entwirft Linienkonfigurationen zwischen internationalen Städten. In Kanada beispielsweise werden TransPod-Linien für Toronto-Montreal, Toronto-Windsor, Toronto-Waterloo-Korridore in Ontario und Quebec sowie den Calgary-Edmonton-Korridor in Alberta, Kanada, entworfen. Die Strecke von Calgary nach Edmonton soll etwa 18 Milliarden USD kosten. TransPod bereitet sich vor, eine Teststrecke für die Pod-Fahrzeuge in Kanada zu bauen. Diese Strecke wird als Teil einer Gesamtstrecke erweiterbar sein, bis eine Kombination aus privater und öffentlicher Finanzierung für den Bau der Strecke besteht.
Im Juni 2017 wurden die ersten Entwürfe für eine TransPod-Station vorgestellt, die in einem zukünftigen Verkehrsknotenpunkt in Downtown Toronto im Stadtteil Port Lands stationiert ist. Im Juni 2017 kündigten die Regierungen von Toronto, Ontario und Kanada einen gemeinsamen Finanzierungsplan von 1,185 Milliarden US-Dollar an, um dieses Gebiet mit neuen Entwicklungen und Infrastruktur zu beleben. TransPods Stationsdesign wird in Zusammenarbeit mit REC Architecture entwickelt.